# 贝亨 (北荷兰省)
贝亨（Bergen）是荷蘭的一個市镇和城市，位於北荷蘭省。贝亨的北海海灘是一個受歡迎的旅遊景點。該市鎮設立於2001年，系由Egmond和Schoorl合併而成。

## 外部連結
- 维基共享资源上的相關多媒體資源：贝亨
- 维基导游上有關Bergen, North Holland的旅行指南
- Official website （页面存档备份，存于）